# 乳酸鉄(II)
乳酸鉄(II)(Iron(II) lactate)は、鉄1原子と乳酸2分子から構成される化合物である。化学式は、Fe(C3H5O3)2である。

## 利用
食品添加物として用いられ、E番号は、E585である。pH調整剤、発色剤、また食品の鉄分強化に用いられる。

## 安全性
毒性があり、恐らく炎症を引き起こす。塵の吸入は避けるべきであり、汚染を全て除去し、十分な量の水で洗い流す必要がある。また、消化すると急性及び非急性の吐気を催すことがある。